# Oblaty
Oblat (niem. Oblate, od łac. oblāta = „hostia”) – cienki, okrągły wafel wytwarzany z ciasta z wody, mąki pszennej i oleju, wypiekany w specjalnej formie. Oblaty są tradycyjnym produktem kulinarnym znanym na Śląsku (ołblaty), w Niemczech (Oblaten), Czechach (lázeňské oplatky) i na Słowacji (oblátky). 

## Śląskie oblaty
Produkt o nazwie „śląskie oblaty” wpisano 17 maja 2010 na listę produktów tradycyjnych przez Ministerstwo Rolnictwa i Rozwoju Wsi. 
Według oficjalnej specyfikacji, są to cienkie, lekkie, delikatne, w większości jasnozłociste wafle o średnicy 10–20 cm, grubości 1–3 mm, i z odciśniętym na powierzchni wzorem lub tekstem. Ciasto z wody, mąki pszennej i oleju wylewa się na formy i wypieka w temperaturze ok. 180 °C. Oprócz podstawowych składników, często dodawano cukier, mleko, wanilię lub cynamon.
Tradycja pieczenia oblatów na Śląsku sięga XIX wieku. Stanowiły rodzaj popularnej, słodkiej przekąski, a nawet słodyczy. Tradycyjne formy do wypiekania oblatów noszą nazwy: presa, oblate żelazko, oblatnik, klyszcze. Praktyka ich wytwarzania zaistniała dzięki umiejętnościom lokalnych mieszkańców pracujących w hutach i kuźniach.  

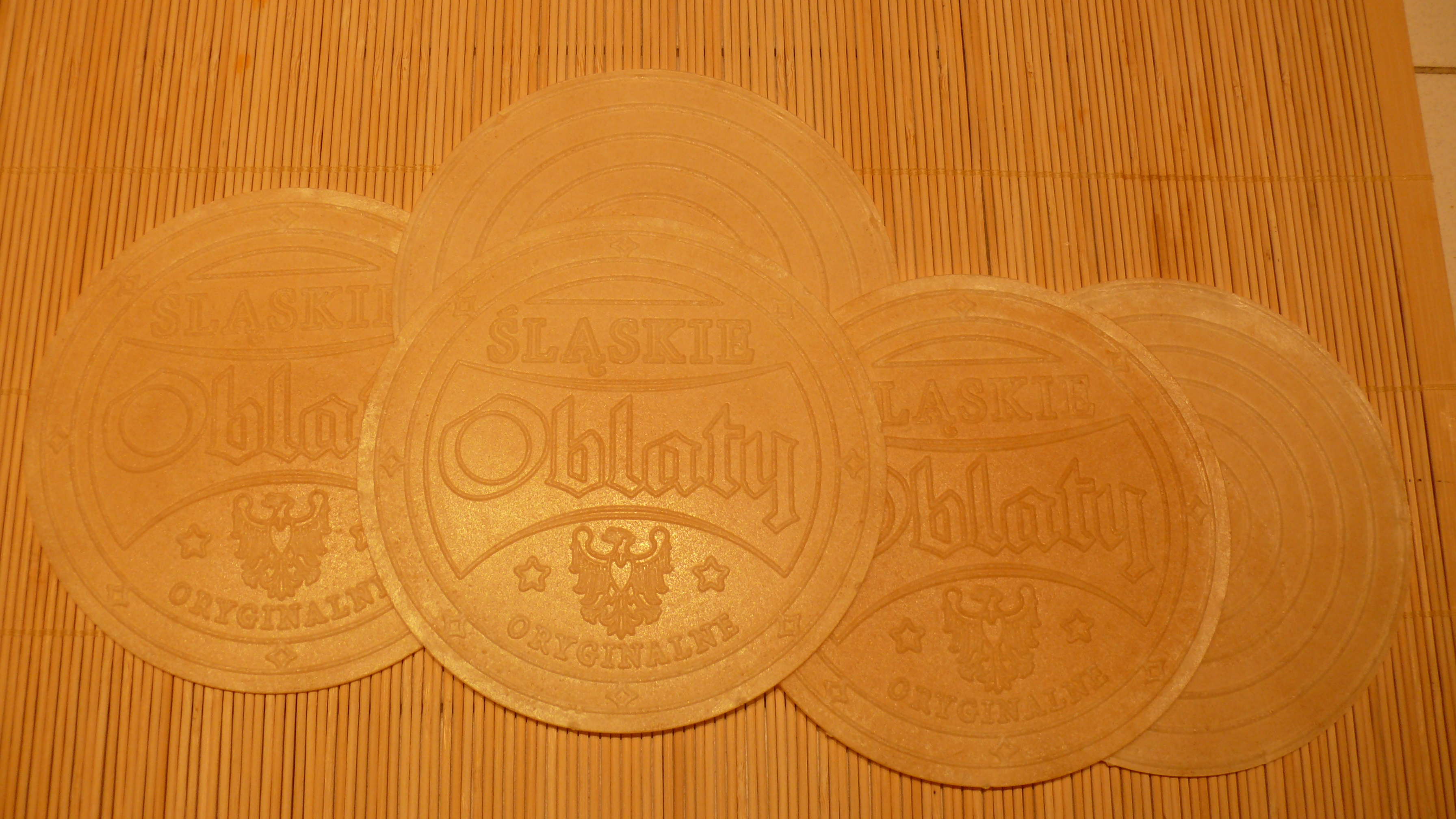
śląskie oblaty
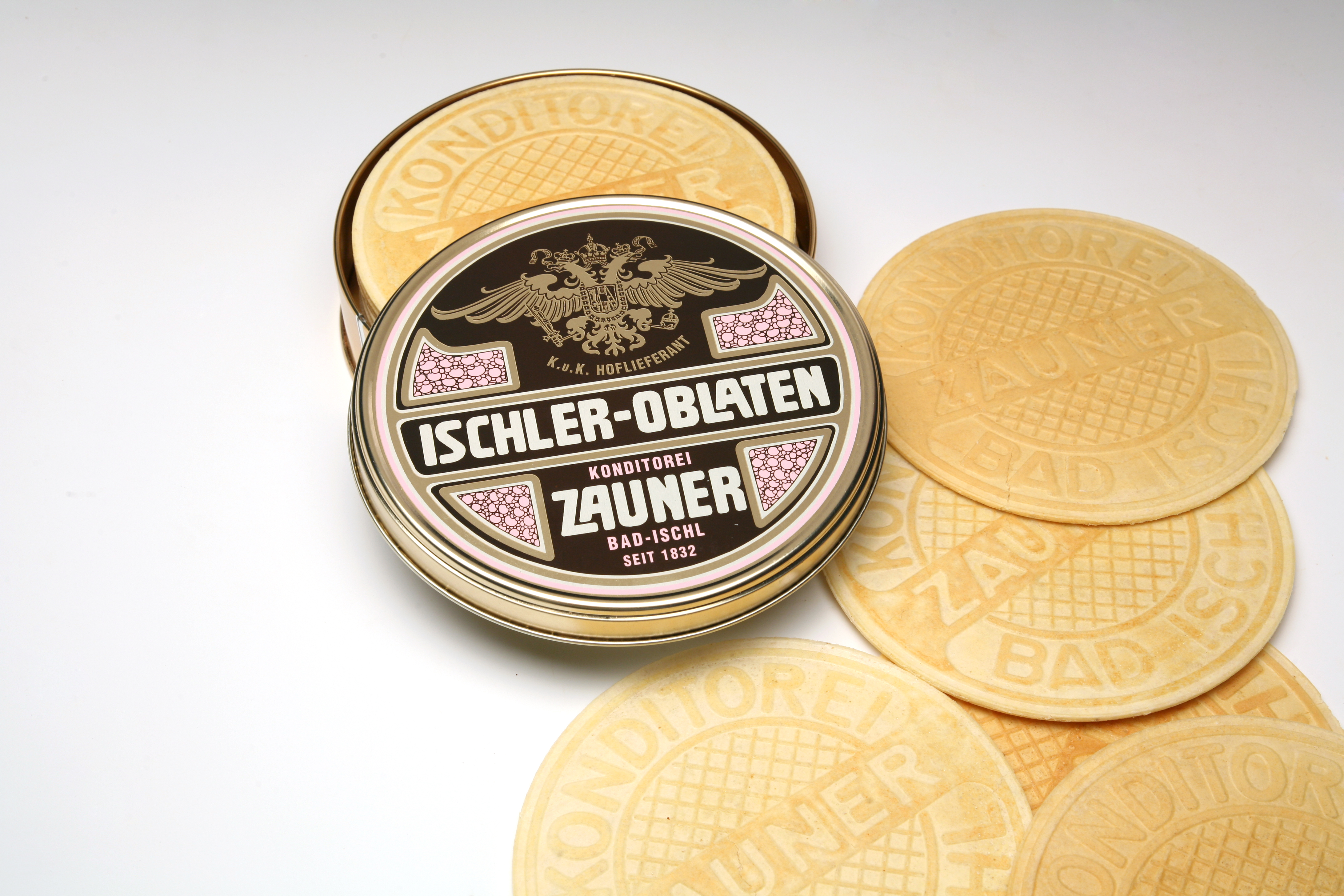
oblaty z Bad Ischl (Austria)
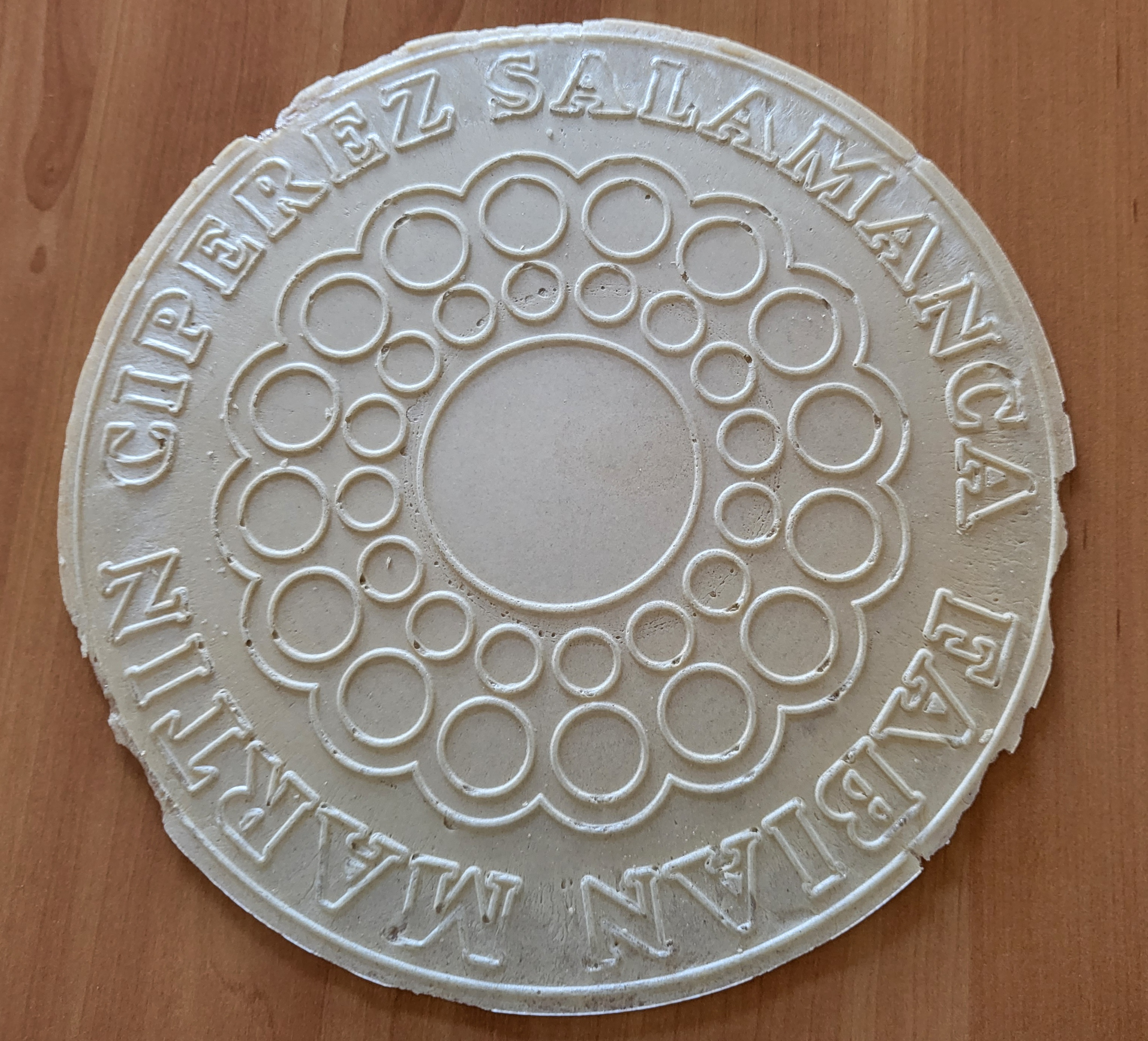
oblat z Cipérez (Hiszpania)
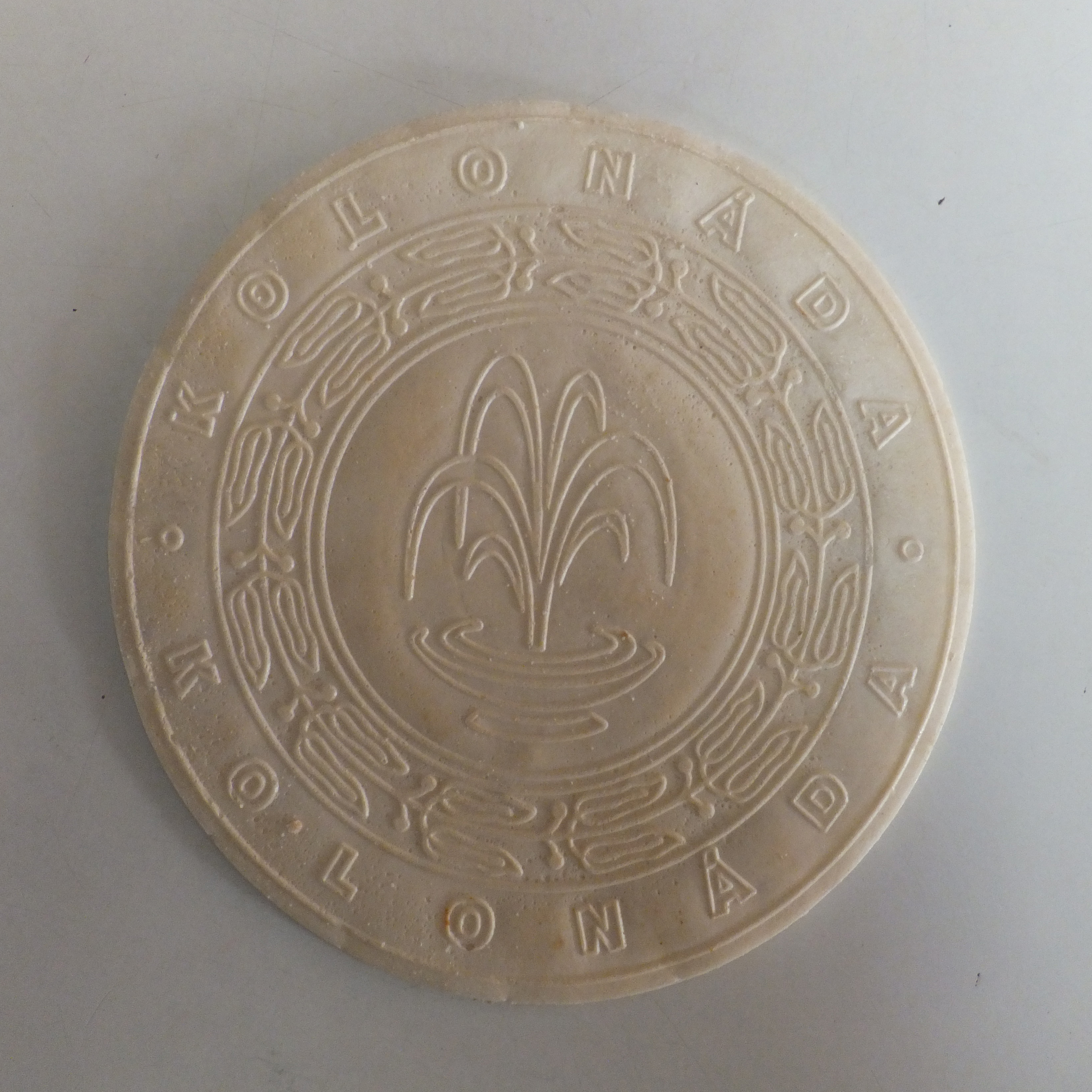
czeski oblat marki Opavia (przód)
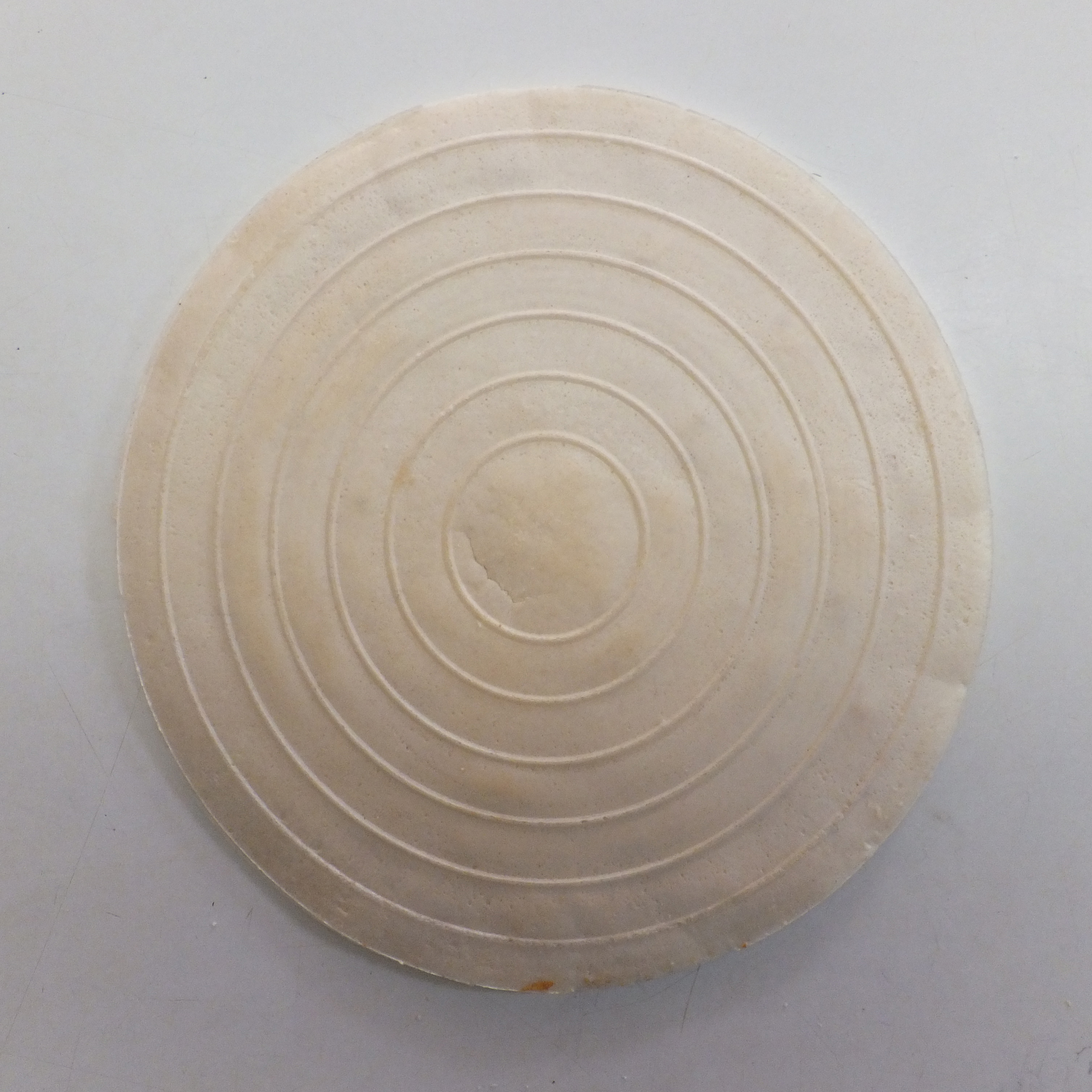
czeski oblat marki Opavia (tył)